# Архијерејско намјесништво модричко-градачачко
Архијерејско намјесништво модричко-градачачко чини одређени број црквених општина и парохија Епархије зворничко-тузланске Српске православне цркве, под надзором архијерејског намесника са седиштем у Шамцу.
Архијерејско намјесништво Модричко-градачачко према посљедњој регулацији Епархије зворничко-тузланске од 9. септембра 2013. године чине 19 црквених општина и 19 парохија. Успостављањем овог архијерејског намјесништва обновљено је некадашње архијерејско намјесништво Градачачко.

## Парохије
- Врањачка парохија Врањак,[1] чине је села Врањак, Бабешница и Врањачка Требава.

Црква Светог великомученика Георгија у Врањаку - градња је почела 1956. године. Цркву је освештао епископ зворничко-тузлански Лонгин Томић 13. септембра 1959. године. Због дотрајалости храм је генерално обновљан од 2009. до 2012. године. Пре данашњег храма, у Врањаку је постојала црква брвнара из 19. века, саграђена у време свештеника хаџи-Петка Јагодића.
- Гаревац 1. парохија Гаревац–Ново насеље,[2] чине је делови насеља Гаревац, и то: Гаревац-Коридор, Гаревац-Баје и у Новом насељу улице: Војводе Путника, Војислава Илића, Лазе Костића, Студеничка, Светог Илије, Светог Николе, Савска, Краља Петра и Јанка Веселиновића.

Црква Преподобне мати Параскеве у Гаревцу - градња је почела је 5. августа 2003. године, а 2. новембра исте године темеље храма освештао је епископ зворничко-тузлански Василије. Зидање је завршено до маја 2007. године. Храм је освештао 18. септембра 2011. године надлежни архијереј Василије. Пре градње данашње цркве богослужило се од 1995. до 2003. године у кући адаптираној за богослужбени простор.
- Гаревац 2. парохија Гаревац–Ново насеље,[3] чине је делови насеља Гаревац: један дио насеља у Гаревцу – од пруге до Психијатријске болнице - Јакеш, а у Новом насељу улице: Стефана Првовенчаног, Светог Василија Острошког, Петровданска, Свете Тројице, Светог Јована, Шумадијска, Дринска и Моравска.

Црква Преподобне мати Параскеве у Гаревцу
- Градачачка парохија Градачац,[4] чине је град Градачац и село Доње Леденице.

Црква Светог пророка Илије у Градачцу - градња је почела 1882. године. Цркву је освештао 8. новембра 1887. године митрополит зворнички Дионисије II Илијевић. Звона за храм купљена су 1927. године. У посљедњем, Одбрамбено-отаџбинском рату, од 1992. до 1995. године, храм је оскрнављен и претрпио је велика оштећења. Након рата црква је адаптирана да би се у њој могла вршити богослужења. Права обнова уследила је у периоду од 2007. до 2009. године. Обновљену цркву је 19. јула 2009. године освештао епископ зворничко-тузлански Василије.
- Копривљанска парохија Копривна,[5] чине је села Копривна и Копривнска Требава.

Црква Вазнесења Господњег у Копривни - градња је почела 1870. године и трајала је до 1874. године. Иконостас од белог аранђеловачког мермера израдио је Ибро Грабовица из Модриче. Иконе на иконостасу живописао је монах Павле Калањ из манастира Прасквице у Црној Гори. Живопис у цркви је радио Гојко Ристановић из Београда 1997/98. године. Храм и порта генерално су обновљени од 2010. до 2012. године.
- Крушковопољска парохија Крушково Поље,[6] чине је села: Крушково Поље, Лугови, Горњи и Доњи Хасићи.

Црква Светог кнеза Лазара у Крушковом Пољу - градња је почела 20. октобра 1993. године према пројекту Живојина Митровића из Бијељине. Темеље је освештао епископ зворничко–тузлански Василије 27. октобра 1993. године и храм 8. септембра 1996. године, уз саслужење епископа милешевског Василија Веиновића.
- Милошевачка парохија Милошевац,[7] чине је села Милошевац и Доњи Кладари.

Црква Светога Николе у Милошевцу - градња је почела 1903. године. Темеље је исте године освештао митрополит зворнички Григорије Живковић. Према предању цркву су зидала браћа Милинковић након што су саградили храм у Сребреници. Градња је завршена 1906. године, а храм је исте године освештао митрополит зворнички Григорије Живковић.
- Модричка прва парохија Модрича,[8] чине је насеља Српска Варош (запад) и Добриња, те улице Видовданска и Цара Лазара у Модричи.

Црква Успења Пресвете Богородице у Модричи - Првобитна црква у Модричи била је од шепера и у њему се служило до 1879. године. Због трошности овај храм је порушен, а Часна трпеза је ограђена. Године 1855. Срби у Модричи почели су да граде нову цркву од чврстог материјала. Градња је завршена 1858. године. Овај храм је подигнут од тесаног камена, али због лошије изведених радова и услед земљотреса 27. децембра 1892. године пукао је један шлис и храм је пао. Након овог догађаја краће време је служено у Српској школи, која је била у непосредној близини. Године 1894. подигнута је мања капела на месту старог храма од шепера и у њој се служило до 1921. године, до изградње постојећег храма у Модричи. Данашња црква је грађена у периоду од 1914. до 1921. године. Градњу је водио неимар Мика Милинковић из Сребренице.  Освештао га је митрополит дабробосански Петар Зимоњић 21. септембра 1921. године. Знатно је оштећен током Одбрамбено-отаџбинског рата (1992—1995), када је 1992. године, храм запалила муслиманска војска, Армија БиХ. Остали су само зидови храма. Након ослобађања Модриче и повратка српске војске и народа у Модричу (1992) почела је генерална обнова. Након обнове храм је освештао чином обновљења надлежни архијереј Василије 26. октобра 1997. године.
- Модричка друга парохија Модрича,[9] чине је насеље Вишњик са Таревачком улицом, те Улица Доситеја Обрадовића и дио Улице Гаврила Принципа у Модричи.

Црква Успења Пресвете Богородице у Модричи
- Модричка трећа парохија Модрича,[10] чине је насеље Пољопривредно добро до пруге са Берлинском улицом, затим Улица проте Матије Ненадовића, Улица Филипа Вишњића, део улице Јована Дучића и део Светосавске улице у Модричи.

Црква Успења Пресвете Богородице у Модричи
- Модричка четврта парохија Модрича,[11] чине је насеља Српска Варош (исток), Добор, те улице Новосадска, Јована Дучића, Гаврила Принципа и део Светосавске улице у Модричи.

Црква Успења Пресвете Богородице у Модричи
- Новоградска парохија Нови Град,[12] чине је Нови Град и Оџак, затим села: Горњи Свилај, Вукосавље, Гнионица и Јошава.

Црква Светих апостола Петра и Павла у Новом Граду - градња је почела 1935. године. Цркву је 1939. године освештао епископ зворничко-тузлански Нектарије Круљ. Иконостас је од камена. Нове иконе на иконостасу живописао је Петар Билић из Београда. Током Другог свјетског рата храм је оштећен, а генерално је обновљен тек 1982. године. У Одбрамбено-отаџбинском рату (1992—1995) оштећен је пушчаним зрнима и гелерима. Након рата оштећења су делимично санирана.
- Скугрићка парохија Скугрић,[13] чине је села Скугрић, Горњи Кладари и Борово Поље.

Црква Рођења Пресвете Богородице у Скугрићу - градња је почела 1937. године, цркву је зидао Мика Милинковић из Сребренице. Храм је освештао епископ зворничко-тузлански Нектарије Круљ 1940. године. Током Другог светског рата храм је оштећен гранатом, а након рата је саниран. У Одбрамбено-отаџбинском рату (1992—1995) приликом пада гранате у непосредној близини храм је оштећен. Оштећења су санирана приликом обнове спољашњости храма. Зуб времена је учинио своје, те се 2005. године приступило генералној обнови храма. Прво је обновљена спољашњост храма, а обнова унутрашњости  уследила је 2010. године.
- Слатинска парохија Горња Слатина,[14] чине је села: Горња, Доња, Средња Слатина и Гајеви.

Црква Светога Саве у Горњој Слатини - градња је почела 1965. године, према пројекту „Пројектне градње” из Брчког. Темеље је освештао, по благослову епископа зворничко-тузланског Лонгина Томића, протојереј Душан Поповић из Милошевца 12. септембра 1965. године. Након завршетка радова храм је освештао епископ зворничко-тузлански Лонгин Томић 8. августа 1971. године.
- Толишка парохија Горња Толиса,[15] чине је села: Горња Толиса, Горња Зелиња, Горње Кречане и Горњи Ријечани.

Црква Светих апостола Петра и Павла у Горњој Толиси - градња је почела 1929. године према пројекту Јеврејина Марка Прајса, а исте године су освештани и темељи храма. Нема података ко је освештао темеље. Цркву је освештао 1934. године епископ зворничко-тузлански Нектарије Круљ.
- Црквинска парохија Црквина,[16] чине је села: Горња Црквина, Доња Црквина и Шкарић.

Црква Вазнесења Господњег у Црквини - градња постојеће цркве почела је 1999. године према пројекту архитекте Славка Лукића из Бијељине, а за време пароха Нике Тошића. Темеље је освештао епископ зворничко-тузлански Василије 6. јуна 1999. године. Храм је освештан 27. јула 2003. године. Пре данашње цркве, у Црквини је био стари храм освештан 1889. године од стране митрополита зворничког Дионисија II Илијевића. Храм је због дотрајалости порушен 1998. године, а материјал од старог храма уграђен је у нови храм.
- Шамачка прва парохија Шамац,[17] чине је делови Шамца и то улице: Цара Душана, Николе Пашића, Николе Тесле, Драже Михаиловића, Вука Караџића, Краља Александра и Јована Цвијића, те насеље Јасеник и села Писари и Доња Дубица.

Црква Светог великомученика Димитрија у Шамцу - градња је почела 17. јуна 1925. године. Темеље је освештао 9. августа 1925. године јереј Димитрије Димитријевић, по благослову епископа шабачког Михаила, администратора епархије Зворничко-тузланске. Храм је освештао 1934. године епископ зворничко-тузлански Нектарије Круљ. Звоник је одвојен од храма и он је накнадно изграђен, а освештао га је епископ зворничко-тузлански  Василије 8. новембра 2007. године.
- Шамачка друга парохија Шамац,[18] чине је делови Шамца и то улице: Краља Александра, Николе Пашића, од Улице Јована Цвијића према школи, затим улице: Вука Караџића, Николе Тесле, Драже Михаиловића и Доситеја Обрадовића, те насеља Дуга и Доња Махала и села: Српска Тишина.

Црква Светог великомученика Димитрија у Шамцу